# Lhendup Tshering
Lhendup Tshering (ur. 5 czerwca 1947)  – bhutański łucznik, olimpijczyk.
Wziął udział w Letnich Igrzyskach Olimpijskich 1984 w Los Angeles, gdzie odpadł w rundzie wstępnej. Ostatecznie zdobył 1997 punktów, przez co został sklasyfikowany na 60. miejscu, wyprzedzając dwóch zawodników.